# Jangsu von Goguryeo
Jangsu von Goguryeo (* 394; † 491 n. Chr., regierte 412/413–491 n. Chr.) war der 20. Herrscher von Goguryeo, dem nördlichsten der Drei Reiche von Korea. Er war der älteste Sohn von Gwanggaeto von Goguryeo. 408 n. Chr. wurde er zum Kronprinzen ernannt. Das Todesdatum seines Vaters wird je nach Quelle entweder im Jahre 412 oder 413 n. Chr. angegeben. Somit ist auch nicht eindeutig festzustellen, in welchem Jahr Jangsu König wurde.
Jangsu war Herrscher, während Goguryeo ein mächtiges Reich in Ostasien war und ein goldenes Zeitalter erlebte. Wie sein Vater vor ihm, vergrößerte Jangsu sein Reich durch Eroberungsfeldzüge. Aber auch in der Diplomatie agierte er geschickt und schuf, ebenfalls wie sein Vater, eine Art losen Bund zwischen Goguryeo, Baekje und Silla, welche die Drei Reiche von Korea bildeten. Zudem wurden in Jangsus langer Herrschaft politische, wirtschaftliche und institutionelle Systeme perfektioniert.

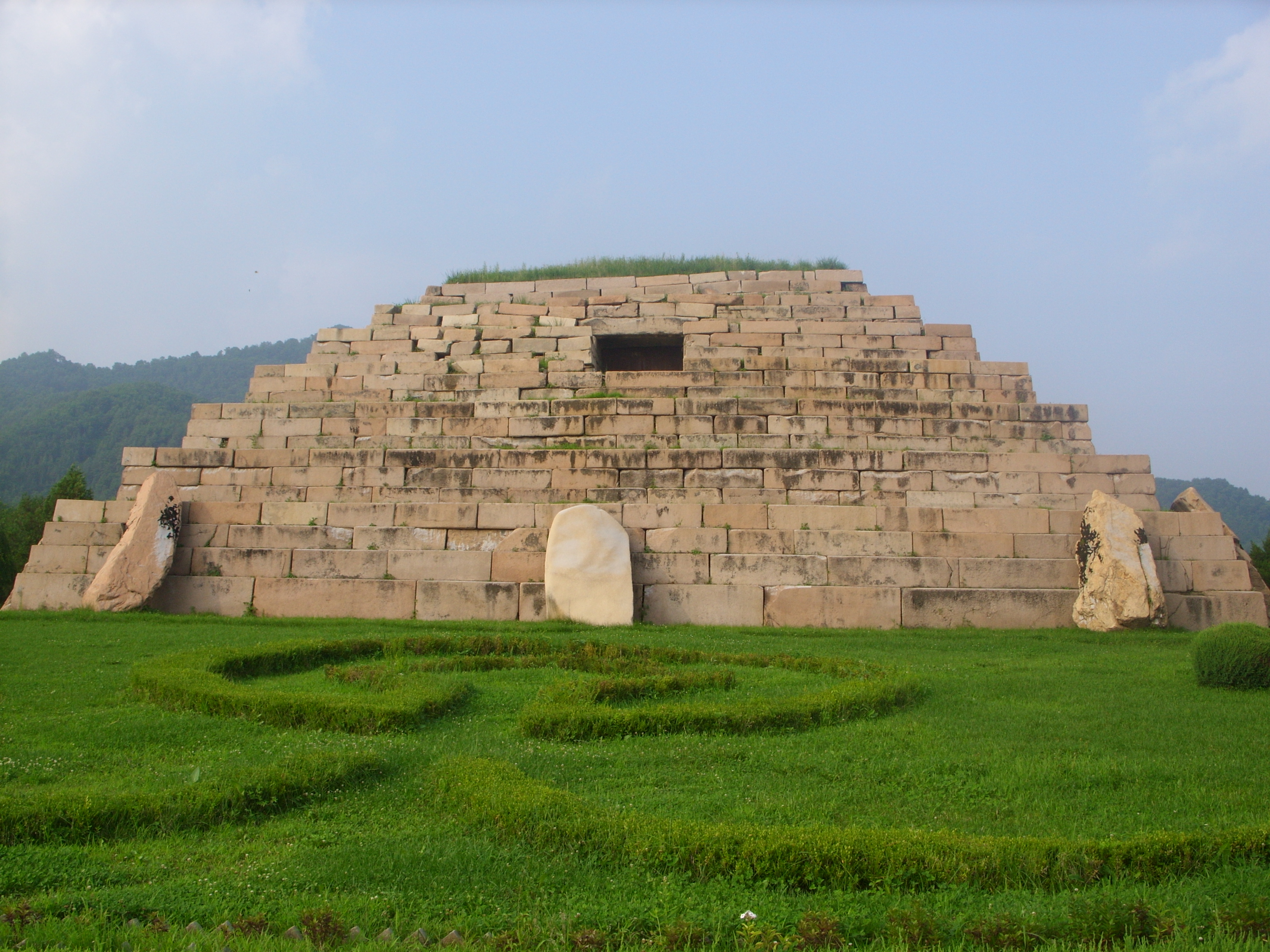
Das Mausoleum des Generals in Ji’an, China, der ehemaligen Hauptstadt Goguryeos. Chinesische Historiker nehmen an, dass dies das Grabmal Jangsus und seiner Familie ist. Viele koreanische Historiker vermuten, dessen Grab liege in Pjöngjang, welches die neue Hauptstadt Goguryeos auf Initiative Jangsus wurde (Juli 2010).

Ihm wird die Errichtung der Gwanggaeto-Stele zugeschrieben, welche heute die älteste und ausführlichste Quelle zur Geschichte Goguryeos bildet. Jangsus posthum verliehener Tempelname lautet „langes Leben“. Dies erfolgte aufgrund seiner 79-jährigen Regentschaft bis ins Alter von 98, wodurch er als der am längsten herrschende Monarch in der Geschichte Ostasiens gilt.

## Erste Herrschaftsjahre
In den ersten Jahren seiner Herrschaft konzentrierte sich Jangsu auf die Stabilisierung eines Reiches, welches innerhalb kurzer Zeit stark gewachsen war aufgrund der Eroberungen von Gwanggaeto. Zusammen mit dem Mausoleum, welches vermutlich als Grabstätte für seinen Vater und später für ihn selbst diente, ließ er im heutigen China die Gwanggaeto-Stele errichten. Auf diesem 6 Meter hohen Grabstein wurde die Geschichte Goguryeos mit über 1800 chinesischen Schriftzeichen (Hanja) eingraviert.
Im Jahre 427 n. Chr. verlagerte Jangsu die Hauptstadt des Reiches von Guonei Cheng, auf dem heutigen Gebiet von Ji’an, in das geographisch besser gelegene Gebiet des heutigen Pjöngjang. Der Tibetologe Christopher I. Beckwith erstellt den rekonstruierten Namen „Pɨyna“ für das damalige Pjöngjang.

## Umgang mit den Chinesischen Dynastien und südlichen Nachbarn
Als Gwanggaeto über Goguryeo herrschte, war China größtenteils von fünf Wu Hu regiert und in zahlreiche kleine Staaten zerfallen. In dieser Zeit wurden von Goguryeo die beiden Staaten Spätere Yan und Liaoning annektiert. Als Jangsu an die Macht kam, verebbte das Chaos in China langsam. Die Vereinigung des nördlichen Chinas durch die Nördliche Wei-Dynastie wurde zu einem wichtigen Wendepunkt während der Herrschaft Jangsus, da nun ein neuer, mächtiger Nachbar in unmittelbarer Nähe entstand. Durch geschickte Diplomatie konnte Jangsu die Nördliche Wei-Dynastie gegen dessen südliche Nachbarn ausspielen. Überhaupt hielt Jangsu Kontakt und gute Beziehungen mit allen nördlichen und westlichen Reichen, darunter die Nördliche Wei-Dynastie, die Rouran und die Südliche Qi-Dynastie.

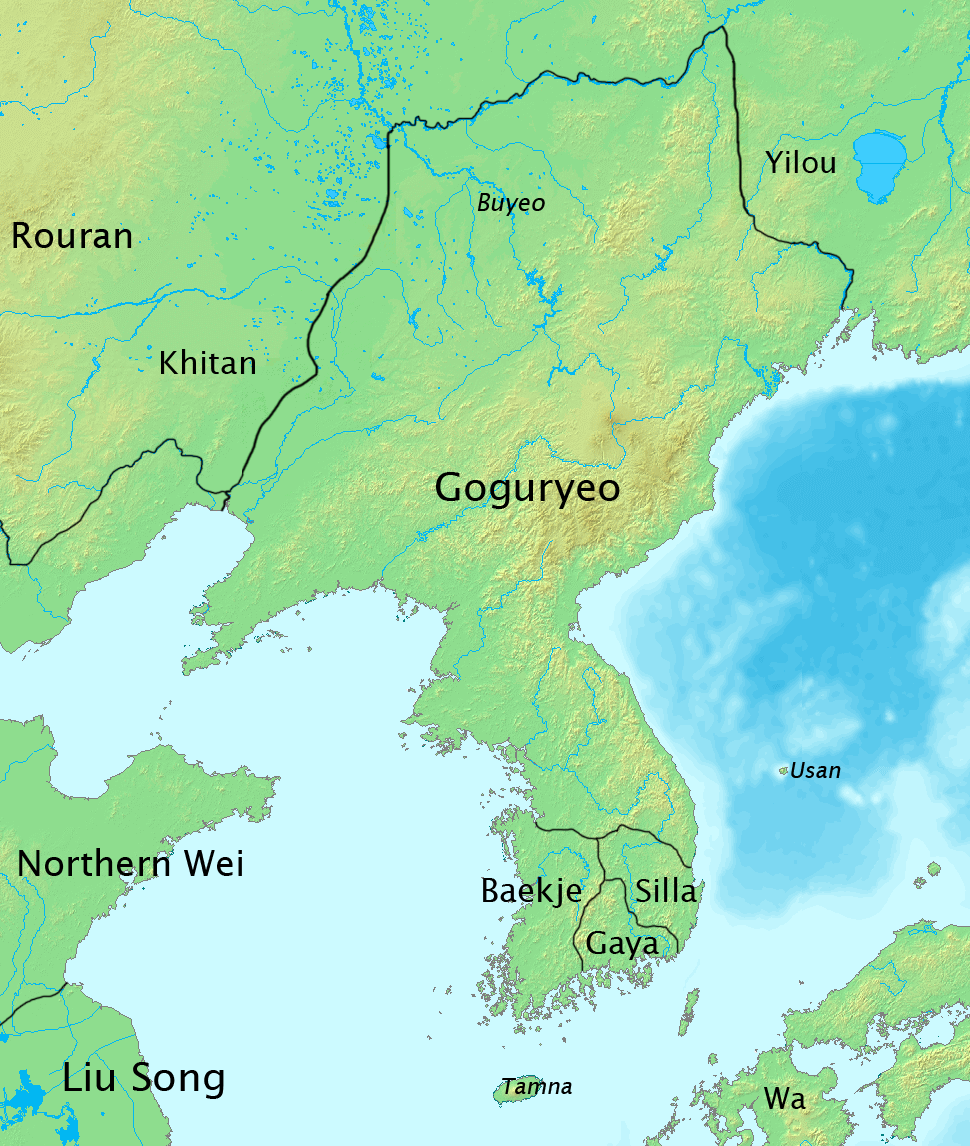
Goguryeo auf der Höhe seiner Macht ca. 476.

Südlich von Goguryeo gab es zu dieser Zeit nur drei Konkurrenten: Baekje, Silla und Gaya, wobei letzteres aufgrund seiner Position zwischen Baekje und Silla niemals zu einer starken Macht wurde. Die anderen beiden Staaten waren kleiner als Goguryeo, aufgrund von gegenseitiger Heirat der Herrscherfamilien konnten sie jedoch eine Allianz bilden, welche den nördlichen Nachbarn davon abhalten konnte die ganze Halbinsel zu beherrschen. Baekje versuchte 472 n. Chr. die Nördlichen Wei-Dynastie dazu zu bringen militärisch gegen Goguryeo vorzugehen. Als dieses Vorhaben scheiterte, griff Goguryeo zu einer List um seinerseits Baekje zu erobern. Ein buddhistischer Mönch wurde in den Süden geschickt um das Reich zu destabilisieren. Tatsächlich gelang es dem Mönch das Vertrauen des Königs Gaero zu gewinnen und ihn dazu zu überreden Unsummen für Bauprojekte auszugeben und so die Staatskasse zu schwächen. Im Jahr 475 n. Chr. startete Jangsu die Invasion des destabilisierten Reiches und konnte bis zur Hauptstadt Wiryeseong vordringen und diese einnehmen. Die restlichen Kräfte von Baekje zogen sich in das heutige Gongju zurück.
Als Nächstes geriet Silla in den Fokus von Jangsu. Zwischen 468 n. Chr. und 489 n. Chr. eroberte Jangsu sieben befestigte Städte.

## Tod und Erbe
Jangsu starb in 491 n. Chr. im Alter von 98. Sein Tempelname bedeutet „langes Leben“. Goguryeo florierte während Jangsus Herrschaft und erstreckte sich von der Inneren Mongolei bis südlich des Hangang-Betts.

## Moderne Darstellungen
Im Handyspiel Age of Empires: World Domination kann Jangsu als Held für die koreanische Zivilisation ausgewählt werden.